# Web Map Service
Web Map Service（WMS）は、ジオリファレンスが行われた地図画像をインターネット経由で提供するための標準プロトコルである。1999年にOpen_Geospatial_Consortiumが仕様を作成した。配信される画像は、通常GISデータベースから提供されたデータを元にマップサーバーによって生成される。

## 歴史
Open Geospatial Consortium（OGC）は、Allan Doyleによって1997年に、WWW Mapping Frameworkの概要を発表した論文の後、webマッピングのための標準を開発する中で、改善されてきた。OGCは戦略を作り出すために、タスクフォースを設立し、「Web Mapping Testbed」イニシアティブを組織し、DoyleとOGCタスクフォースによるアイデアを実現するためのパイロットwebマッピングプロジェクトを招待した。パイロットプロジェクトの結果は1999年の9月にデモンストレーションされ、パイロットプロジェクトの第2段階は2000年4月に終了した。
Open Geospatial Consortiumコンソーシアムは2000年4月にWMSバージョン1.0.0をリリースし、引き続き2001年6月にバージョン1.1.0、2002年1月にバージョン1.1.1をリリースした。2004年1月には、WMSバージョン1.3.0がリリースされた。

## リクエスト
WMSは、複数の異なるリクエストタイプを定義している。WMSサーバーは次の2種類のリクエストタイプをサポートする必要がある。
- GetCapabilities - WMSと有効なレイヤについてのパラメータを返す
- GetMap - パラメータが提供されると、マップイメージを返す

WMSプロバイダがオプションとしてサポートするリクエストタイプには以下のものがある。
- GetFeatureInfo
- DescribeLayer
- GetLegendGraphic

## 主なWMSサービス

### 日本
- 地図画像配信サービス - 農研機構
- 地すべり地形分布図データベース
- 国土地理院
  - 数値地図
  - 数値地図25000（空間データ基盤）

### 世界
- ESRIジャパン
  - ESRI World Vegetation
  - World Temperature Zones (Annual)
  - World Precipitation Zones
- World Basemap
- geopole.org

## ソフトウェア
オープンソース ソフトウェアでwebマップサービスの能力を提供するものとしては、GeoServerとMapServerがある。webマップサービスを提供できる商用のサーバソフトウェアには、en:ObjectFX Web Mapping Tools、en:ArcGIS Server、en:ArcIMS,Pitney Bowes Business InsightsによるEnvinsa、en:Bentley SystemsによるGeoWebPublisher、en:CadcorpによるGeognoSIS、en:GeoMedia、オラクル MapViewerとen:LizardTechの Express Serverがある。
WMSは、インターネット経由と、クライアントサイド上で、GISソフトウェアによってロードされアクセスされる、地図とGISデータのために広くサポートされている形式である。WMSをサポートしている主要な商用GISとマッピングソフトウェアには、MATLAB と Mapping Toolbox、en:Bentley SystemsのGIS製品、ESRIの ArcGIS製品、en:Cadcorp SIS製品スイート、en:MapInfo Professional、en:GeoMedia、Global Mapper、en:Manifold System、Google Earthがある。WMSをサポートしているオープンソース製品には、Quantum GIS、en:uDig、OpenJUMP、en:MapGuide Open Source、NASA World Wind、GRASS GIS、と en:gvSIGがある。Ka-map、GeoServer OpenLayers,Ajaxライブラリは、en:Mapbenderがするように、WMSマップをwebページに統合する。